# Melaleuca fissurata
Melaleuca fissurata är en myrtenväxtart som beskrevs av Bryan Alwyn Barlow. Melaleuca fissurata ingår i släktet Melaleuca och familjen myrtenväxter. Inga underarter finns listade i Catalogue of Life.